# Nitrato de lantano (III)
El nitrato de lantano es un compuesto químico con la fórmula La(NO3)3. Generalmente se encuentra como hexahidrato La(NO3)3·6H2O. Este hexahidrato se presenta como un polvo incoloro muy soluble en agua. El hexahidrato cristaliza en el sistema triclínico con el grupo espacial P 1 ( no 2  ) mientras que el tetrahidrato obtenido por deshidratación térmica del hexahidrato tiene dos polimorfos, uno monoclínico en el grupo espacial P 2 1 / m ( no  11) y el otro ortorrómbico en el grupo espacial Pbca ( nº 61  ). 

## Síntesis
El nitrato de lantano se puede obtener haciendo reaccionar ácido nítrico HNO3 sobre lantano metálico, 
{\displaystyle {\mathsf {8La+30HNO_{3}\ {\xrightarrow {}}\ 8La(NO_{3})_{3}+3NH_{4}NO_{3}+9H_{2}O}}}
O sobre óxido de lantano La2O3, hidróxido de lantano La(OH)3 o carbonato de lantano La2(CO3)3
{\displaystyle {\mathsf {La_{2}O_{3}+6HNO_{3}\ {\xrightarrow {}}\ 2La(NO_{3})_{3}+3H_{2}O}}}
{\displaystyle {\mathsf {La(OH)_{3}+3HNO_{3}\ {\xrightarrow {}}\ La(NO_{3})_{3}+3H_{2}O}}}
Reacción del dióxido de nitrógeno con lantano metálico:
{\displaystyle {\mathsf {La+6NO_{2}\ {\xrightarrow {150^{o}C}}\ La(NO_{3})_{3}+3NO}}}
La sal anhidra se prepara fundiendoo óxido de lantano con nitrato de amonio :
{\displaystyle {\mathsf {La_{2}O_{3}+6NH_{4}NO_{3}\ {\xrightarrow {T}}\ 2La(NO_{3})_{3}+6NH_{3}+3H_{2}O}}}

## Propiedades químicas
Se descompone cuando se calienta:
{\displaystyle {\mathsf {4La(NO_{3})_{3}\ {\xrightarrow {780^{o}C}}\ 2La_{2}O_{3}+12NO_{2}+3O_{2}}}}
El hidrato cristalino se descompone de forma diferente cuando se calienta:
{\displaystyle {\mathsf {2(La(NO_{3})_{3}\cdot 6H_{2}O)\ {\xrightarrow {600-780^{o}C}}\ 2La(NO_{3})O+4NO_{2}+O_{2}+12H_{2}O}}}
La sal anhidra se obtiene secando el hidrato cristalino al vacío:
{\displaystyle {\mathsf {La(NO_{3})_{3}\cdot 6H_{2}O\ {\xrightarrow {20^{o}C,vacuum}}\ La(NO_{3})_{3}+6H_{2}O}}}
Reacciona con álcalis :
{\displaystyle {\mathsf {La(NO_{3})_{3}+3NaOH\ {\xrightarrow {}}\ La(OH)_{3}\downarrow +3NaNO_{3}}}}
{\displaystyle {\mathsf {La(NO_{3})_{3}+3NaOH\ {\xrightarrow {100^{o}C}}\ LaO(OH)\downarrow +3NaNO_{3}+H_{2}O}}}
Se descompone con ácido sulfúrico:
{\displaystyle {\mathsf {2La(NO_{3})_{3}+3H_{2}SO_{4}\ {\xrightarrow {}}\ La_{2}(SO_{4})_{3}\downarrow +6HNO_{3}}}}
Reacciona con fosfatos de metales alcalinos:
{\displaystyle {\mathsf {La(NO_{3})_{3}+2Na_{3}PO_{4}\ {\xrightarrow {}}\ LaPO_{4}\downarrow +3NaNO_{3}}}}
Reacciona con carbonatos de metales alcalinos :
{\displaystyle {\mathsf {La(NO_{3})_{3}+2K_{2}CO_{3}+H_{2}O\ {\xrightarrow {}}\ LaCO_{3}(OH)\downarrow +3KNO_{3}+KHCO_{3}}}}

## Usos
El nitrato de lantano hexahidratado se utiliza para la detección de grupos acetilo, mientras que las soluciones de nitrato de lantano se pueden utilizar para detectar la presencia de fluoruros. 
También se utiliza como materia prima para la deposición electroquímica de recubrimientos de película delgada de LaMnO3 sobre sustratos de acero inoxidable.

## referencias
1. ↑  
«Structure Determination of Two Polymorphic Phases of La(NO3)3· 4H2O from X-Ray Powder Diffraction». Journal of Solid State Chemistry (en inglés) 126 (1). octobre de 1996. pp. 127-134. Bibcode:1996JSSCh.126..127G. doi:10.1006/jssc.1996.0320. Consultado el 24 octobre 2020.
2. 1 2  (en inglés) G. Singh, Chemistry of d-block elements, Discovery Publishing House, 2007, p. 86. ISBN 81-8356-242-6
3. ↑  
«Zur photometrischen Titration von Fluorid mit Lanthan (Cer, Yttrium)». Fresenius' Zeitschrift für analytische Chemie (en alemán) 233. septembre de 1967. pp. 348-355. doi:10.1007/BF00507477. Consultado el 24 octobre 2020.

- Datos: Q1534650
- Multimedia: Lanthanum(III) nitrate / Q1534650